# Jhabua
Jhabua là một thành phố và khu đô thị của quận Jhabua thuộc bang Madhya Pradesh, Ấn Độ.

## Địa lý
Jhabua có vị trí 22°46′B 74°36′Đ / 22,77°B 74,6°Đ Nó có độ cao trung bình là 318 mét (1043 feet).

## Nhân khẩu
Theo điều tra dân số năm 2001 của Ấn Độ, Jhabua có dân số 30.577 người. Phái nam chiếm 52% tổng số dân và phái nữ chiếm 48%. Jhabua có tỷ lệ 75% biết đọc biết viết, cao hơn tỷ lệ trung bình toàn quốc là 59,5%: tỷ lệ cho phái nam là 80%, và tỷ lệ cho phái nữ là 69%. Tại Jhabua, 14% dân số nhỏ hơn 6 tuổi.